# Sant Ponç de Corbera
Sant Ponç de Corbera és una església romànica erigida al segle xi en estil romànic llombard dins del terme municipal de Cervelló (Baix Llobregat). Es troba dins del terme municipal de Cervelló (Baix Llobregat), però la proximitat amb Corbera de Llobregat ha propiciat que des del segle xiv la denominació de l'església sigui "de Corbera", i que finalment esdevingués sufragània de les parròquies de Corbera de Llobregat. Originalment, formava part del monestir benedictí del mateix nom que inicialment fou un priorat benedictí que depengué de l'Abadia de Cluny a través del monestir de Sant Pere de Casserres. És una obra declarada bé cultural d'interès nacional.

## Descripció
Sant Ponç de Corbera és un antic priorat benedictí, situat en un esperó del massís de Garraf, dins el terme municipal de Cervelló, encara que depèn eclesiàsticament de la parròquia de Corbera de Llobregat, des d'on és accessible per una pista. L'església, única resta del monestir, és un edifici d'una nau i creuer, capçat per tres absis semicirculars. Sobre el creuer s'aixeca un cimbori de planta quadrada que fa de base al campanar de torre, de dos pisos, amb finestres geminades al pis superior. La nau es cobreix amb volta de canó, sobre tres arcs torals. Els braços del transsepte són coberts també amb voltes de canó, disposades paral·lelament a la de la nau (com si fos una església de tres naus) i comunica amb aquesta a través d'un gran arc sostingut per pilars de secció semicircular. La cúpula oberta al creuer reposa sobre dos arcs paral·lels, més elevats. En els murs de descàrrega d'aquests dos arcs neixen trompes còniques que donen una base

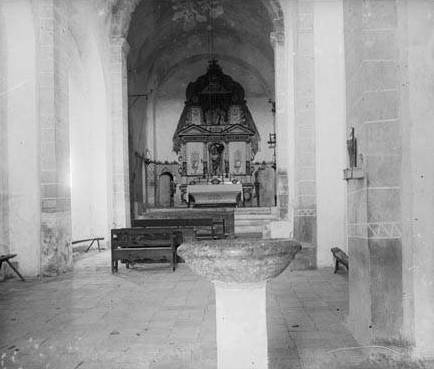
Interior de l'església de Sant Ponç el 1925

Tot l'exterior de l'edifici és ornamentat amb decoració de tipus llombard, característica del primer romànic, en sèries de dos arquets entre lesenes i en els absis per grans arcs que es prolonguen en lesenes. A l'interior de l'absis central trobem tres nínxols oberts al gruix del mur i al capdamunt tres finestres de doble esqueixada, les absidioles en tenen una de central. L'absis principal i l'absidiola dreta conserven fragments de pintures murals romàniques, amb motius vegetals i geomètrics, que semblen correspondre a finals del segle xii o principis del xiii.
L'accés actual és a ponent per una senzilla porta de mig punt adovellada amb les pedres vermelloses. Per sobre seu trobem dues finestres de mig punt. Corona la façana un finestral geminat amb el capitell esculpit.
Can Cases és un edifici rural construït damunt les restes de l'antic cenobi de l'església romànica de Sant Ponç (segle xi). La construcció actual tanca l'esplanada de la façana pel costat sud, on té l'entrada la casa, amb portal i pati. Les edificacions annexes estan parcialment adossades a la façana de migjorn de l'església.

## Història
Les primeres notícies del monestir daten del 1068, en què ja posseïa alguns dominis alodials. Existeixen dues teories pel que fa als fundadors del monestir. La teoria més antiga defensa que l'església devia ser erigida pel levita Guillem de Mediona o pels seus successors, senyors de Corbera, entre els anys 1025 i 1050, mentre que noves troballes documentals farien pensar que va ser erigida pel llinatge dels Cervelló, ja que el monestir era conegut com a Sant Ponç de Cervelló als seus inicis, i no és fins a finals del segle xiii quan es passa a denominar Sant Ponç de Corbera. El 1096 ja és documentada la comunitat benedictina, subjecta a Cluny com a priorat, que abans del 1104 passà a dependre de Sant Pere de Casserres, filial i centre de les possessions de Cluny a Catalunya. Des del segle xiv no tingué pràcticament comunitat: només el prior, que era monjo de Casserres, i alguns preveres beneficiats. Al segle xv fou regit per priors comanditaris, i el 1590 les seves rendes s'uniren al Col·legi de la Congregació Claustral Tarraconense, radicat primer a Lleida i després a Sant Pau del Camp (Barcelona), d'on es considerà filial fins a l'exclaustració del 1835.
L'església ha estat objecte de diverses consolidacions i restauracions els anys 1933 i 1942-43, i de manera àmplia entre 1955-58, a càrrec del Servei de Catalogació i Conservació de Monuments de la Diputació de Barcelona.
No hi ha documentació referent a l'edifici com a residu de l'antic cenobi anomenat Can Cases, si bé el portal de la façana sud dona peu a aquest supòsit. La família Casas, actual propietària de la casa, ho és d'ençà de 8-10 generacions i van viure aquí fins als anys 1980. Actualment, s'hi han fet obres de neteja, repintant de blanc una part de les façanes oposades a l'església.

## Galeria d'imatges

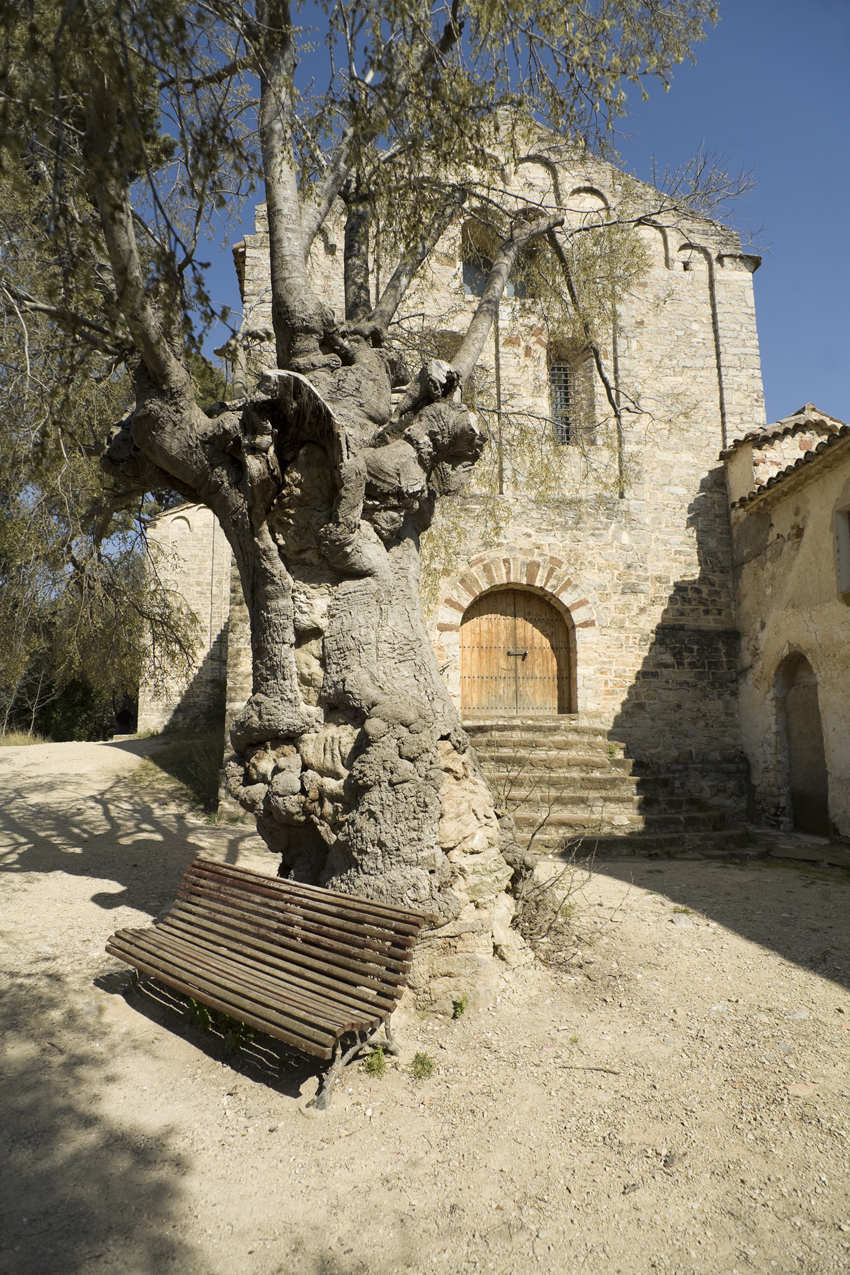
Façana oest
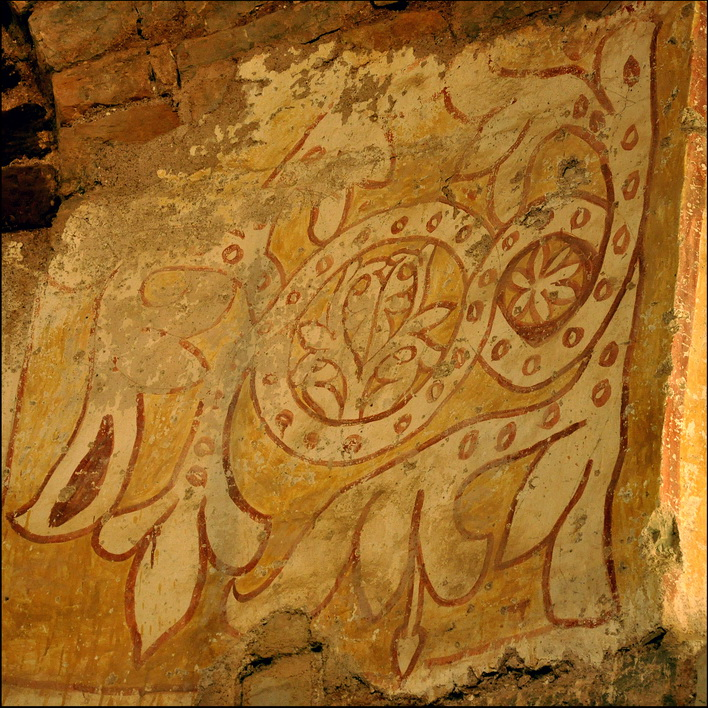
Fragment de pintura policrom
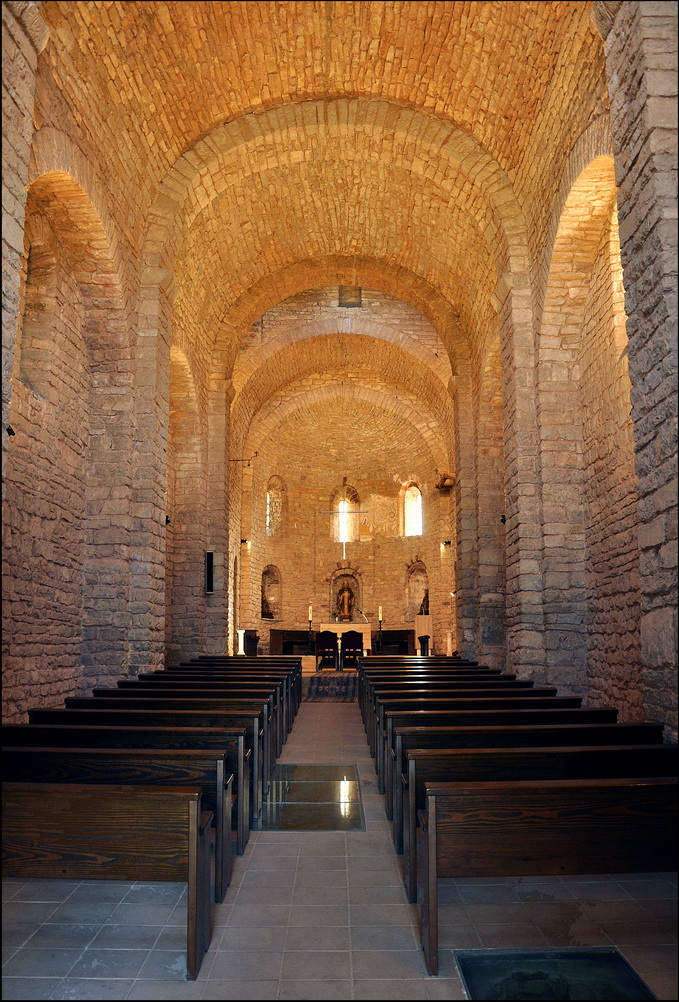
La nau
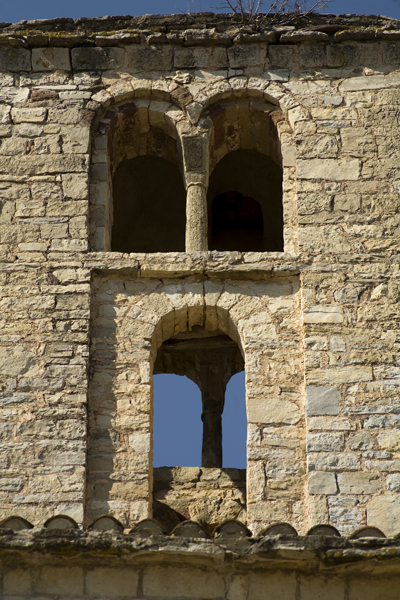
Detall